# Костобе (Райимбецький район)
Костобе́ (каз. Қостөбе) — село у складі Райимбецького району Алматинської області Казахстану. Входить до складу Наринкольського сільського округу.
Населення — 156 осіб (2021; 277 у 2009, 342 у 1999, 190 у 1989).